# Pacific Plaza Towers
Les Pacific Plaza Towers sont des tours jumelles de 179 mètres de hauteur construites en 1999 à Taguig, dans l'agglomération de Manille, aux Philippines. Elles abritent des logements sur 52 étages.
Elles font partie du complexe appelé "Fort Bonifacio" qui comprend un autre gratte-ciel, le One McKinley Place.
Les architectes sont l'agence américaine Arquitectonica et l'agence des Philippines Recio Casas
Le propriétaire est la société Pacific Plaza Towers Inc.